# Cangkrep Lor
Cangkrep Lor is een bestuurslaag in het regentschap Purworejo van de provincie Midden-Java, Indonesië. Cangkrep Lor telt 3718 inwoners (volkstelling 2010).